# Ambasada Mongolii w Warszawie
Ambasada Mongolii w Warszawie (mong. Польш дахь Монгол Улсын Элчин сайдын яам) – mongolska placówka dyplomatyczna mieszcząca się w Warszawie przy ul. Rejtana 15.
Ambasador Mongolii w Warszawie akredytowany jest także w Republice Łotewskiej i na Ukrainie.

## Siedziba

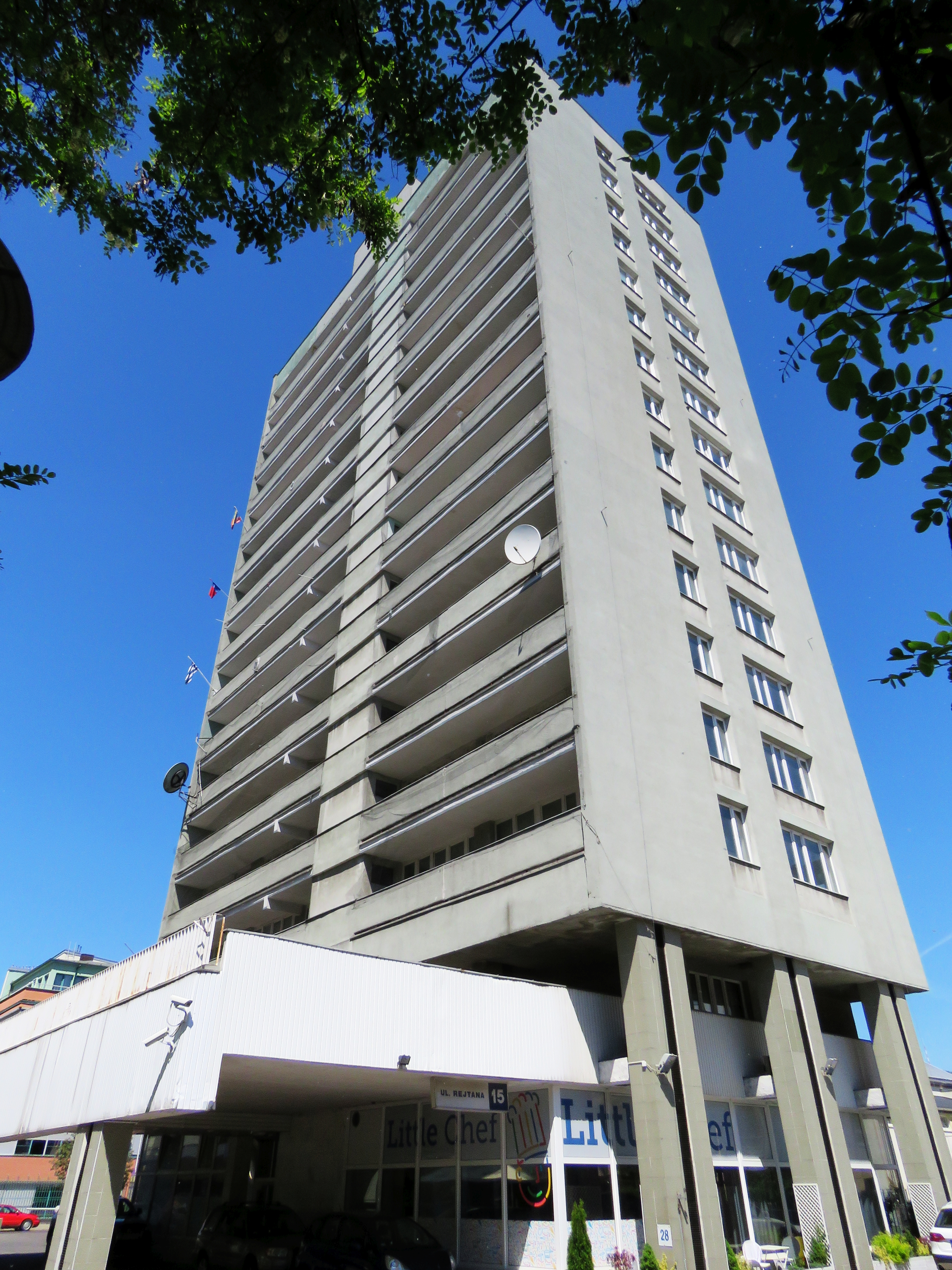
Była siedziba Ambasady Mongolii w budynku przy ul. Rejtana 15 (1996-2024)

Po nawiązaniu stosunków dyplomatycznych w 1950 jednocześnie w Polsce akredytowano ambasadę, która początkowo mieściła się w hotelu Bristol przy ul. Krakowskie Przedmieście 42-44 (1959), przez wiele lat w willi Ludwika Jaroszyńskiego w Al. Ujazdowskich 12 (1961-1993), od 2006 użytkowanej przez ambasadę Litwy. Następnie ambasadę Mongolii przeniesiono do obecnej siedziby przy ul. Rejtana 15 (od 1996). Od 2024 przy ul. Biedronki 13A.